# Na východ od ráje (film)
Na východ od ráje (v anglickém originále East of Eden) je americké filmové drama, které natočil režisér Elia Kazan v roce 1955 podle scénáře Paula Osborna. Snímek je adaptací stejnojmenného románu Johna Steinbecka z roku 1952. V hlavních rolích se představili James Dean, Julie Harris a Raymond Massey.
Jo Van Fleet získala Oscara za nejlepší ženský výkon ve vedlejší roli. Snímek získal i další ceny, například Zlatý glóbus za nejlepší dramatický film.